# ゆめタウンみゆき
ゆめタウンみゆきは、広島市南区にある、株式会社イズミが運営するショッピングセンター。

## 概要
広島市南区宇品西6丁目7-14に、2009年（平成21年）11月6日に開業した。2008年（平成20年）のゆめタウン広島に続く広島市南区の新店舗。
1998年（平成10年）に埋立が完成した『広島港宇品内港地区』に立地し、店の敷地は元々中学校予定地で2006年（平成18年）に少子化により断念。目的変更して現店舗が建てられた。
ゆめタウン広島とは、距離が2kmしか離れておらず、ゆめタウン広島が全世代をターゲットにしたのに対し、ゆめタウンみゆきはヤングファミリー層を中心としたターゲットにし、区別化を図っている。
核テナントはイズミで、その他約50店の専門店が入居している。開店当初は、普通の食品売り場が置かれ、他のイズミと異なり規格外野菜などの取り扱いをしていたが、2010年（平成22年）3月末よりディスカウント形スーパーに、他のイズミ各店に先駆けて転換した。
直営店各レジで、電子マネーEdy、nanaco、ゆめかが使える。

## 館内
- 地下1階　駐車場
- 1階 食品売場・レストラン・フードコート・靴・生活雑貨
- 2階 ファッション・雑貨・ゲームコーナー・クリニック・英会話教室
- 3階 駐車場
- 屋上 駐車場

## 交通アクセス
- 鉄道
  - 広島電鉄皆実線「宇品五丁目」で下車、徒歩7分
- バス
  - 広島バス21号線「みゆき五丁目」で下車、徒歩5分
  - 広島バス21-2号線「宇品西」で下車、徒歩2分

## 駐車・駐輪場
建物内の地階・3階・屋上及び、平面駐車場を合わせて約1,000台置ける駐車場を設けている。また、約660台を置ける駐輪場も設けられている。